# Ösung
Ösung, Wylie: Khri 'Od-srung, (ca. 846-ca. 893) was de laatste heerser van (een deel van) het Tibetaanse Rijk. In een deel van de klassieke Tibetaanse geschiedschrijving zijn Ösung en Yumtän de zonen en opvolgers van Langdarma (r.841-842). Beiden zouden voortdurend gewikkeld zijn in een strijd om de macht in Tibet, die leidde tot het uiteenvallen van het rijk en de daarna volgende eeuwenlange fragmentatie van Tibet.
Bij hedendaagse tibetologen is het historisch bestaan van Ösung onomstreden. Er is wel twijfel over het vaderschap van Langdarma. Er is op zijn minst grote twijfel bij tibetologen over het historisch bestaan van Yumtän.

## Achtergrond
Na de moord op Langdarma (r. 841-842) was een zeer onduidelijke situatie ontstaan ten aanzien van de opvolging.
Iedere Tibetaanse koning had meerdere vrouwen. Dat gold ook voor Langdarma. Al voor de periode van het Tibetaanse Rijk bestond er een gebruik, waarbij een aantal van de belangrijkste clans steeds in een rotatiesysteem een vrouw konden leveren aan de koning die bestemd was een troonopvolger te baren. In de Oude Tibetaanse kroniek worden vanaf de periode van Totori Nyantsen (r.vijfde eeuw) de vrouwen vermeld, die de troonopvolger baarden met de naam van de clan waar zij uit afkomstig waren. De laatste van deze vrouwen, die in de kroniek wordt genoemd is echter de moeder van Langdarma.
In een deel van de Tibetaanse geschiedschrijving is een versie waarin kort na het overlijden van Langdarma een van de minder belangrijke vrouwen van Langdarma een zoon baarde. Daarbij wordt verhaald dat de moeder voor de bescherming van haar zoon altijd een licht liet branden. Ösung betekent dan ook  beschermd door het licht .
De belangrijkste vrouw van Langdarma en haar clan wenste echter invloed op de opvolging te blijven uitoefenen. Deze vrouw presenteerde een baby aan het hof met het verhaal, dat die eveneens verwekt was in de relatie met Langdarma. De naam van die zoon was Yumtän. Die naam betekent  Afhankelijk van de moeder . In dit deel van latere Tibetaanse geschiedschrijving over deze opvolging wordt dan vermeld, dat Yumtän in wezen door de belangrijkste vrouw van Langdarma van buiten de koninklijke familie was geadopteerd. 
Beide jongens kregen een kamp van aanhangers, die in conflict met elkaar raakten.

## Tibetologisch onderzoek
Er is door een aantal tibetologen onderzoek in veel bronnen gedaan naar de historische toedracht van deze opvolging. Daarbij is ook veel materiaal uit de geschriften van de Chinese Tang-dynastie betrokken.
Daarin staat onder meer:
Hij, (Tri Darma) had geen zoons en Ch'i-li-hu (bedoeld wordt Ösung), een zoon van Shang Yen-li, de broer van zijn vrouw volgde hem op. Hij was slechts drie jaar oud en de vrouw regeerde het koninkrijk— 
Uit het geschrift wordt duidelijk dat deze kennis gebaseerd was op het laatste bezoek van een gezant van de Tang-dynastie aan Tibet in 843. Op basis van dit geschrift en veel aanvullend materiaalonderzoek kwam Hugh Richardson tot de conclusie dat juist Ösung de van buiten de koninklijke familie geadopteerde zoon moet zijn. In zijn conclusies ging Richardson ervan uit, dat het hele verhaal ter zake van Yumtän een verzonnen fictie was en deze dus geen historisch bestaande persoon kan zijn geweest. Ook Matthew Kapstein acht het historisch bestaan van Yumtän hoogst dubieus.
Ösung wordt in meerdere documenten van de manuscripten van Dunhuang genoemd. In een van die documenten, Pelliot 840, wordt gesproken over Langdarma en zijn  neef Ösung . Pelliot 131  is een lang gebed opgedragen aan Ösung en zijn moeder. Dat betekent dat al snel na de dood van Langdarma Ösung als de rechtmatige opvolger werd gezien, want in 849 ging het gebied van Dunhuang voor het Tibetaanse Rijk verloren. Yumtän wordt in geen enkel in Dunhuang gevonden document genoemd

## De lijn van Ösung naarGuge
In het begin van de periode van Ösung verloor het rijk al zijn veroverde gebieden in Centraal-Azië en vooral direct na de periode was sprake van verregaande fragmentatie van Tibet. Na 850 was er sprake van steeds verder afbrokkelend centraal gezag en hevige strijd tussen diverse clans. Daarbij had de clan van de Bro zich verbonden met de partij van Ösung. Declan van de Ba was de grote tegenstander. Het boeddhisme in zijn georganiseerde en monastieke vorm verdwijnt uit Tibet. Voor zover Ösung zelf een machtbasis had, moet die in het oosten van Tibet aanwezig zijn geweest.
In die situatie gingen krijgsheren en hun afstammelingen uit de periode van het rijk eigen vorstendommen en ministaatjes creëren. De krijgsheren probeerden hun positie tot vorst te legitimeren door hun afstamming terug te voeren tot de koningen van de Yarlung-dynastie.
Hedendaagse tibetologische research heeft aangetoond, dat veel van die claims onhoudbaar zijn dan wel op zijn minst hoogst dubieus. Een uitzondering daarop is de afkomst van de eerste koningen van Guge. De meeste hedendaagse tibetologen die over dit onderwerp hebben gepubliceerd zijn geneigd het op dit punt eens te zijn met een deel van de klassieke Tibetaanse geschiedschrijving, die de afstamming terug leidt tot Ösung.
Het koninkrijk Guge zou vanaf eind tiende eeuw een uiterst belangrijke rol spelen in het herstel van een georganiseerd boeddhisme en de monastieke traditie in Tibet. De tweede verspreiding van het boeddhisme in Tibet en de aanvang van een nieuwe bloeiperiode vangt aan met de komst uit India van de grote leraar Atisha (982-1054) die door de tweede koning van Guge Yeshe-Ö (959 - 1036) zou zijn uitgenodigd.
In de Tibetaanse geschiedschrijving vanaf de twaalfde eeuw werd het als essentieel gezien de rechtstreekse lijn van afstamming van de koningen van het Tibetaanse Rijk naar de koningen van Guge te benadrukken. Het waren de koningen van het rijk geweest die in de zevende eeuw het boeddhisme in Tibet hadden geïntroduceerd en het in de achtste eeuw tot de leidende intellectuele en religieuze beweging hadden gemaakt. In die geschiedschrijving had Langdarma daar wel een eind gemaakt, maar via de lijn van zijn zoon Ösung begon in Guge een tweede bloeiperiode. Ösung en zijn zoon Pelkortsen worden in die geschiedschrijving dan ook als vrome boeddhisten geportretteerd.
In die visie en opvatting paste geen verhaal over een Ösung, die in wezen "slechts" de zoon van de broer van een van de minder belangrijke vrouwen van Langdarma was en dus feitelijk "slechts" een na de dood van Langdarma geadopteerd kind van buiten de koninklijke familie. Hugh Richardson en een aantal andere tibetologen zijn van opvatting, dat om dit feit te verhullen er in een deel van de Tibetaanse geschiedschrijving een volstrekt fictief verhaal over Yumtän is gecreëerd om een toch rondzingend verhaal over adoptie van buiten de koninklijke familie te kanaliseren.